# درگیری تنشو-جینگو
درگیری تنشو-جینگو (به ژاپنی: 天正壬午の乱 てんしょうじんごのらん) پس از مرگ اودا نوبوناگا در ۲۱ ژوئن ۱۵۸۲، کنترل خاندان اودا بر قلمروهای قدیمی خاندان تاکدا ضعیف شد. در میان هرج و مرج ایجاد شده، خادمان اودا که به آن مناطق اختصاص یافته بودند، از جمله موری ناگایوشی و کاواجیری هیده‌تاکا، فرار کردند یا توسط قیام‌های محلی کشته شدند. پس از این رویدادها، خاندان‌های توکوگاوا، هوجوی اخیر و اوئه‌سوگی شروع به حرکت کردند تا خلاء قدرتی را که در ولایت‌های شینانو، کوزوکه و کای ایجاد شده بود، در اختیار خود بگیرند؛ بنابراین یک درگیری به نام تنشو-جینگو آغاز شد.
در ۵ ژوئیه، تاکیگاوا کازوماسو سرانجام توسط ارتش هوجوی اخیر در نبرد کاناگاوا شکست خورد. در ۱۰ ژوئیه، اوئه‌سوگی کاگه‌کاتسو به شمال ولایت شینانو حمله کرد. قبیله سانادا در ابتدا با اوسوگی طرف شد، اما چند هفته بعد به طرف هوجو رفت. هر دو ارتش اوئه‌سوگی و هوجوی اخیر در ۳۰ ژوئیه در کاواناکاجیما رو در روی هم قرار گرفتند، اما از درگیری جلوگیری شد زیرا هوجو به سمت ولایت کای برگشت که در همین حین توسط نیروهای توکوگاوا مورد تهاجم قرار گرفت. در همین حال، یکی از خدمتگزاران اصلی اوئه‌سوگی، شیباتا شیگه‌ایه، علیه او قیام کرد و ارتش اوئه‌سوگی مجبور شد برای رویارویی با او از شینانو شمالی برگردند. در آن زمان هوجو نزدیک به کنترل بیشتر شینانو بود، اما ناگهان در ماه اکتبر، خاندان سانادا با کمک دادن به یودا نوبوشیگه، یک ارباب محلی که هنوز در برابر پیشروی هوجو از قلعه کاسوگا تحت پرچم توکوگاوا مقاومت می‌کرد، به آنها خیانت کرد. در ولایت کای اکنون حدود ۵۰۰۰۰ هوجو و ۱۰۰۰۰ سرباز توکوگاوا خود را روبروی یکدیگر یافتند، اما علیرغم اختلاف نیروها، هوجوی اخیر نتوانست پیروز شود و پس از ماه‌ها بن‌بست، هوجو اوجینوری، که در جوانی گروگان گرفته شده بود با توکوگاوا ایه‌یاسو مذاکرات صلح را آغاز کردند. در پی این مذاکرات دو خاندان قدرتمند ولایت‌ها را بین خود تقسیم کردند. کای و شینانو متعلق به توکوگاوا شد در حالی که ولایت کوزوکه متعلق به هوجوی اخیر شد. هوجو اوجینوری با دختر توکوگاوا ایه‌یاسو ازدواج کرد.
این وقایع نشانگر پایان درگیری پنج ماه پس از مرگ اودا نوبوناگا بود.